# Kabupaten Aceh Besar
Kabupaten Aceh Besar är ett kabupaten i Indonesien.   Det ligger i provinsen Aceh, i den västra delen av landet, 1 800 km nordväst om huvudstaden Jakarta. Antalet invånare är 382 582. Arean är 2 969 kvadratkilometer.
Terrängen i Kabupaten Aceh Besar är kuperad åt nordost, men åt sydväst är den bergig.